# シャーリィ・ホームズ
『シャーリィ・ホームズ』は、後藤寿庵による日本の成人向け漫画、ギャグ漫画であり、「シャーロック・ホームズシリーズ」のパロディ。また、短編集のタイトルでもある。『キャンディータイム海賊版』（富士美出版）で連載された。
なお、目次やタイトルでは「シャーリィ・ホームズ」と中黒（・）が入っているが、表紙や背表紙には入っていない（「シャーリィホームズ」、あるいは「シャーリィ ホームズ」表記）。

## 収録作品
『シャーリィ・ホームズ』の各サブタイトルは、原典のパロディとなっている。カッコ内は原典のもの。「ルパン対ホームズ」のみ原典通り（ただし、ドイルの作品ではなく、モーリス・ルブランの作品）。
1. シャーリィ・ホームズ
  1. レコンキスタの犬（バスカヴィル家の犬）
  2. 美少年組合（赤毛組合）
  3. ルパン対ホームズ
  4. 青い○玉（青い紅玉）
  5. 3人のデブデブ（三人ガリデブ）
  6. 空き牢屋事件（空き家事件）
  7. あやしい自動車乗り（孤独な自転車乗り）
2. 天国王伝説
3. 鈴木の艦隊
4. 愛する寿庵劇場リターンズ アトミック・ケン!!
5. みちのく一人旅
6. あとがき

「天国王伝説」は、ヒロイック・ファンタジー（もしくはファンタジーRPG）のパロディ、「鈴木の艦隊」は架空戦記のパロディとなっている。「愛する寿庵劇場リターンズ アトミック・ケン!!」、「みちのく一人旅」は、不条理系のギャグ漫画である（山本譲二の「みちのくひとり旅」との関連性は不明）。

## シャーリィ・ホームズ

### 概要
日本では「創作上の人物」とされていたシャーロック・ホームズは、かつて実在しており、現在は孫娘シャーリィ・ホームズが探偵業を受け継いでいた。その孫娘と、モリアーリィ教授の孫息子、ルパンの孫娘などライバルたちが織りなす、ギャグとトラブルの物語。
本作の登場人物は、かなりマヌケな行動を取りがちで、かなりドタバタ色が強い。成人雑誌に連載されており、性的シーンも描かれているが、エロよりギャグ色が濃い作品となっている。
各回のサブタイトルは聖典（シャーロック・ホームズシリーズ）のパロディとなっているが、内容的には関係ないことも多く、関係していても「つじつま合わせ」的な事もある（聖典ではない『ルパン対ホームズ』は、そのまま3世同士の対決に採用されている）。
また、シャーロック・ホームズの持つ「鋭い観察力」、「豊富な知識」、「それらに裏付けされた、卓越した推理力」もパロディのネタとなっている。シャーロックの場合、「初対面の人間の住所や職業を当てて相手を驚かせるものの、実は観察・知識を元にした推理である」と明かされるが、シャーリィの場合は、妄想が暴走する、まぐれ当たり（説明不能）などの様相を呈し、依頼者やワトソンを困惑させ、あるいは呆れさせている。以下は事例（最後の2つは成功例）。
「レコンキスタの犬」
依頼者に対し、「叔父上に関わる事件」と、最初から要件に踏み込んだ発言をするものの、過程が説明できずオーバーヒート。
また、「魚心あれば水心」の後半を知らず、モリアーティ（3世）にツッコまれた際、連想（「魚心」、「鳥心」、「ブタ心」、「アインシュタイン心」、「マリー・キューリー心」、「ヘレン・ケラー心」、「ウォーター心」）していくものの、「水道心」と結論を出し、モリアーティを呆れさせた。
「美少年組合」
ティーカップの中から登場。「誰にでも出来る簡単なトリック」と切り出し、説明を試みるも失敗し、爆発。
また、「付け鼻をしただけの変装で、ガラリと印象を変える」と説明し、付け鼻を装着したが、「完全に着ぐるみを着た状態（外見の怪物化）」に変化していた。同話ではモリアーティも「付け耳（左右とも）だけで怪物化」という変装術を披露した。
「青い○玉」
依頼人から脅迫状を見せられ、「字、インク、クセから推理」しようと試みるが失敗（オーバーヒート）。
「3人のデブデブ」
手がかりの少ない事件だったが、「美少年が絡んでいる」と知り、即座にアジトを突き止め、乗り込んだ。
「あやしい自動車乗り」
上の空でいい加減な推理しか出来ず、その結果、1週間で3つの未解決事件を解決した。

### 登場人物

#### メイン・キャラクター
シャーリィ・ホームズ
シャーロック・ホームズの孫娘で私立探偵。ベーカー街221B在住だが、日本人観光客には伏せてある（日本人観光客がやってくると建物ごと地下に移動し、隠れる）。
金髪碧眼の美少女。性的嗜好は童貞の美少年を好み、男の子を見るや性交に及ぼうとする（依頼人や敵でも見境なし）が、実は処女。ストライク・ゾーンは「10歳プラスマイナス4歳」で、15歳に対して「ギリギリ（セーフ）」と判定した。
本来、頭は良いのだが、的外れな推理しかできないため事件が混迷する。「美少年が絡むと有能」とされており、そのため敵が女装していたこともある（「3人のデブデブ」）。また「上の空だと有能」、「真剣だと無能」という面もあり、最終話「あやしい自動車乗り」では有能さを見せ、その推理の鋭さにスコットランド・ヤードが困惑し、混乱した。
実はかなりの格闘能力を有する。
「美少年1000人にかしづかれた、普通の可愛いお嫁さん」に憧れるも、すぐにワトソンにツッコまれていた。
ジミー・ワトソン
ホームズの助手であったワトソン博士の孫。金髪碧眼の美少年で童貞。シャーリィの保護者的存在で頭も良い。
シャーリィのことは異性として意識しているものの、あけっぴろげな性格には辟易している。
素手で飛んでくる銃弾を掴むほど、身体能力が高い。
母親がジミー（ちゃん）と呼ぶ以外は、「ワトソン」と呼ばれている。
モリアーティ（3世）
かつてロンドンの裏社会を牛耳った、モリアーリィ教授の孫息子。黒マントにモノクル（片メガネ）の美少年。祖父と同じく「犯罪界のナポレオン」を自認している。
シャーリィを出し抜こうとするが、さらに裏をかかれて追い詰められ、服を脱がされることが多い。中盤以降は出番が減り（「空き牢屋事件」）、脱がされることもなくなっていく（代わりに別の美少年（達）が脱がされる）。
「空き牢屋事件」以外では、特に「3世」とは呼ばれず、「モリアーティ」と呼ばれる。
レストレード警部
スコットランドヤードの警部。シャーロックと共に活動したレストレード本人であり、100歳を超える老人。
シャーリィの祖父であるシャーロックに義理立てに事件解決を依頼することが多いが、彼自身はシャーリィの推理能力に全く期待していない。そのため、シャーリィが意味もなく有能になってしまった時は、警察全体が大混乱してしまった。
ジミー・ワトソンの母
専業主婦と思われる。ワトソン博士の実の娘（ワトソン2世）か、息子（ワトソン2世）の妻なのかは不明。息子とシャーリィの付き合いは許容、というより積極的に応援しており、2人のセックスを期待していた。
モリアーティ2世捕縛にも関わっており、戦闘能力は極めて高い。
夫は登場せず。その存在に関しては、「5年前のモリアーリィ2世の事件」で語られるのみ。
モリアーティ（3世）のことを「犯罪界のナポリタン」と間違え、本人を激昂させた。

#### ゲスト・キャラクター等
モリアーティ2世
「空き牢屋事件」に登場。モリアーティ3世の父親。
5年前に、幼いシャーリィを犯そうとしてホームズ2世を殺害したものの、ワトスン2世夫婦の反撃を受け、モリアーティ邸に監禁されていた。監禁されていた中で力を蓄えて脱走するも、ジミー・ワトソンに倒された。
「犯罪界のナポリタン」と称する。
アルベルチーヌ・ルパン
「ルパン対ホームズ」に登場。アルセーヌ・ルパンの孫娘（フランス人）。「『ルパン三世』とは、作品が違うので問題ない」とモリアーティ3世が説明した。
シャーリィ同様に美少年趣味を持つ（15歳未満限定）。100人の美少年の部下を抱えている。
肩マントとブーツのみ、というコスチュームをしている。ワトソンをさらい、自分の性的な魅力にひれ伏させようとしたが失敗（ワトソンいわく「脱ぐ前と大差ない」）。シャーリィに現場に踏み込まれ、彼女に敗北した100人の部下の精液まみれになりながら乱闘した。
ライオネル
「美少年組合」に登場。秘密結社「薔薇のつぼみ」ロンドン支部長。美少年にして童貞。
シャーリィにロンドン支部に踏み込まれて童貞を奪われかけるが、ワトソンによって助けられる。
メリー・ホプキンス
「青い○玉」に登場。事件の依頼人。どう見ても10代の美少女だが、実は98歳。12歳の息子がいる（86歳で出産）。
若い頃のシャーロックを見たことがあり、りりしい表情をしたシャーリィのことを「おじい様に似ている」と評した。
ERA
「3人のデブデブ」に登場した組織。「イングランド共和国軍」の略称。「イングランドを連合王国から独立させる」という目的の過激派（レストレードが「意味不明（の目的）」と説明している）。
美少年ぞろいで、シャーリィの介入（美少年絡みの事件だと有能なため）を防ぐべく、女装して事件を起こしていた。しかし、美少年ぞろいであることを知られ、本人に乗り込まれる。この件でシャーリィが処女と判明、ERAやワトソンに大きな戸惑いを生んだ（ERAの中には自首した者もいる）。
アリシア
最終回「あやしい自動車乗り」に登場。同じ後藤寿庵の作品『アリシア・Y』の主人公。
シャーリィから処女喪失に関する相談を受け、ナイアールとの初体験を告白した。

## 鈴木の艦隊
概要
架空戦記のパロディ漫画。実在した歴史上の人物が登場するが、彼らのほとんどが美少年化（もしくは美青年化）しているのが特徴。また、「日本海軍の起死回生の秘密兵器」が4種登場するが、その内3種が「既存の兵器（戦艦、空母、戦闘機）の超大型化」という点も特徴である（残り1つは、「原子爆弾の試作品」）。
ストーリー
昭和17年（1942年）6月5日、ミッドウェー海戦で敗北した日本海軍は、戦局を打開すべく、秘密兵器を投入した。その試験航海の指揮をとる山本五十六と米軍との戦いが、ギャグを交えて展開する。
登場人物、兵器等
斜体は美形化している人物。
山本五十六
本作の主人公で日本海軍の長官。美形化している上に、長髪で、さらに金髪。
東条英機（当時の首相）にすら伏せて、鈴木艦隊を設立した。東条のことを「磯野波平に似ている」と称したが、「『サザエさん』は戦後の作品です」と部下にツッコまれていた。
「秘密実験なので」、「人手不足なので」という理由で、鈴木艦隊の乗組員を新兵ばかりで構成したが、ほぼ全員が女子高生、という状態で、さらに「試作品のテレビジョンのテストを、湿気の多い環境で行う」として、女子用の浴場にカメラを仕掛けていた。
魔羅軍曹
鈴木艦隊の乗組員で、教育係。いわゆる鬼軍曹であるが、名前（魔羅）のせいで、名乗った瞬間に全乗組員（女子高生）に拒絶反応を示され、落ち込んだ。
ダグラス・マッカーサー
アメリカ陸軍太平洋方面司令長官。トレードマークのパイプとサングラスを着用。スパイからの情報で日本の秘密計画を知るものの、特に活躍することはなく、むしろ部下にからかわれていた。
超戦艦鈴木
鈴木艦隊の旗艦（超巨大兵器その1）。超巨大戦艦で、全長・全幅ともに戦艦大和 の10倍ほどの大きさを誇る（数値は示されず、比較図のみ）。主砲の性能は大和の10倍で、「主砲の口径は460センチ、射程距離は400キロメートル」を誇る。「地平線の彼方」にあるアメリカ艦隊を発見し砲撃、戦艦2隻と空母1隻を沈めた。
艦隊は、他に超空母田中、戦艦大和、武蔵、長門などで構成されている。
超空母田中
超巨大空母（超巨大兵器その2）。零戦改を搭載している。
ハルゼー
アメリカ海軍の提督。耽美系の美少年になっている。鈴木艦隊の奇襲を受けたが、動揺せずに反撃指令を下した。
零戦改
ゼロ戦を超大型化した軍用機（超巨大兵器その3）。田中から飛び立ち、編隊を組んで敵機に向かった。正確な大きさは不明だが、アメリカ軍機が零戦改のプロペラ・シャフトほどの大きさしかない。
原子爆弾
日本軍の開発した試作品。山本が「零戦改が大きいので、試しに入れてみた」ところ、不慣れな女子高生パイロットが誤ってハルゼー艦隊に投下した。
ルーズベルト
アメリカ大統領。メガネをかけている。鈴木艦隊が原爆を使用したことに危機感を抱き、マンハッタン計画で使う予定だった原爆をB29に積ませ、鈴木艦隊に差し向けた。
まゆ毛のない技術者
通りすがりの技術者。「こんなこともあろうかと」、極秘で開発していた空間磁力メッキで原爆を反射させ、鈴木艦隊をピンチから救った。真田志郎をデフォルメした顔をしており、コスチュームも『宇宙戦艦ヤマト』のクルーのものである（『〜ヤマト』第1シリーズ最終回で、真田がデスラー砲を反射させた時のパロディ）。
アドルフ・ヒトラー
ドイツ第三帝国総統。日本とアメリカの共倒れを願っている。
ヒムラー
怪物然とした外見で、「超生物」と呼称されている。セリフはなく、鳴き声のみ。知性の高さ（低さ）の程度は不明。

## あとがき
「あとがき」では、次のように書かれている。
やけくそ天使
吾妻ひでおの漫画。「（『やけ天』を）かなり意識している」と書かれている。
- 「青い○玉」においては、「『やけ天』のパクリと指摘されたが、若い読者は『やけ天』を知らないから構わない」と、シャーリィが説明していた。

ワトソンの母
「無意識に『修羅の門』の舞子の母親に似せてしまった」と説明している。

## 書籍情報
- 後藤寿庵『シャーリィ・ホームズ』 富士美出版、全1巻
  1. 1994年6月20日発売、ISBN 9784894210691